# Museu de Arte de Goiânia
O Museu de Arte de Goiânia é um museu brasileiro que está localizado no Bosque dos Buritis, na cidade de Goiânia, capital do estado de Goiás, na Rua 1 Setor Oeste.
O MAG - Museu de Arte de Goiânia foi criado pela Lei Municipal 4.188, de 28 de agosto de 1969, pelo então prefeito Íris Rezende Machado, e inaugurado em 20 de outubro de 1970, na gestão do prefeito Manoel dos Reis. O professor e artista plástico Amaury Menezes foi nomeado como seu primeiro diretor.
Inicialmente, o museu funcionou no prédio do Palácio da Cultura, edificado no centro da Praça Honestino Guimarães (Praça Universitária ), como  parte da Unidade de Artes Plásticas do Departamento de Cultura. A partir de 1981, seu acervo foi transferido para o prédio do Bosque dos Buritis, seu atual endereço.
No MAG acontecem exposições temporárias e permanentes. As Temporárias são exposições por tempo limitado que normalmente não pertencem à coleção do museu. As Permanentes são aquelas exposições montadas com as obras que pertencem ao acervo do museu. Por este motivo estas mostras  estão sempre à disposição do público divulgando de modo contínuo a nossa coleção particular.
O acervo do MAG é composto de mais de 700 obras de arte, nas categorias: pintura, desenho, gravura, escultura, objeto e arte popular. A maior parte deste acervo é regionalista e, de certa forma, conta a história da arte de Goiás.
Possui atualmente duas salas de exposições que trazem o nome de dois artistas que foram de grande importância para a formação do MAG:
Sala Amaury Menezes - Primeiro diretor do MAG - Destinada a exposições específicas do acervo do MAG (longa duração).
Sala Reinaldo Barbalho - Artista plástico e Ex diretor do MAG - Destinada a exposições do acervo do MAG e de artistas ou entidades proponentes.
O Museu de Arte de Goiânia - MAG- tem a tarefa de guardar, preservar e divulgar obras de arte - pinturas, esculturas, desenhos, gravuras e objetos artísticos.
O MAG é um museu municipal, cuja administração fica ao encargo da Secretaria de Cultura - SECULT.

## Setores do MAG
Dentro da sua constituição administrativa, o MAG conta com uma chefia e três setores técnicos e uma biblioteca:
Reserva Técnica - guarda, descreve, história e documenta as obras do acervo e organiza as exposições.
Restauração - higieniza, conserva e restaura as obras do acervo; e assessora outras instituições congêneres.
Intercâmbio e exposições - idealiza as exposições, realiza projetos de ação educativa, faz contato com os artistas e o público e divulga o museu.
Biblioteca setorial que atende aos setores técnicos e ao público interessado.
O MAG conta com a AAMAG - Associação dos Amigos do MAG -, uma entidade sem fins lucrativos criada para apoiar e fomentar o desenvolvimento do MAG.